# Сварка меди
Сварка меди — сварка изделий из меди и ее сплавов.

## Свойства меди и сплавов

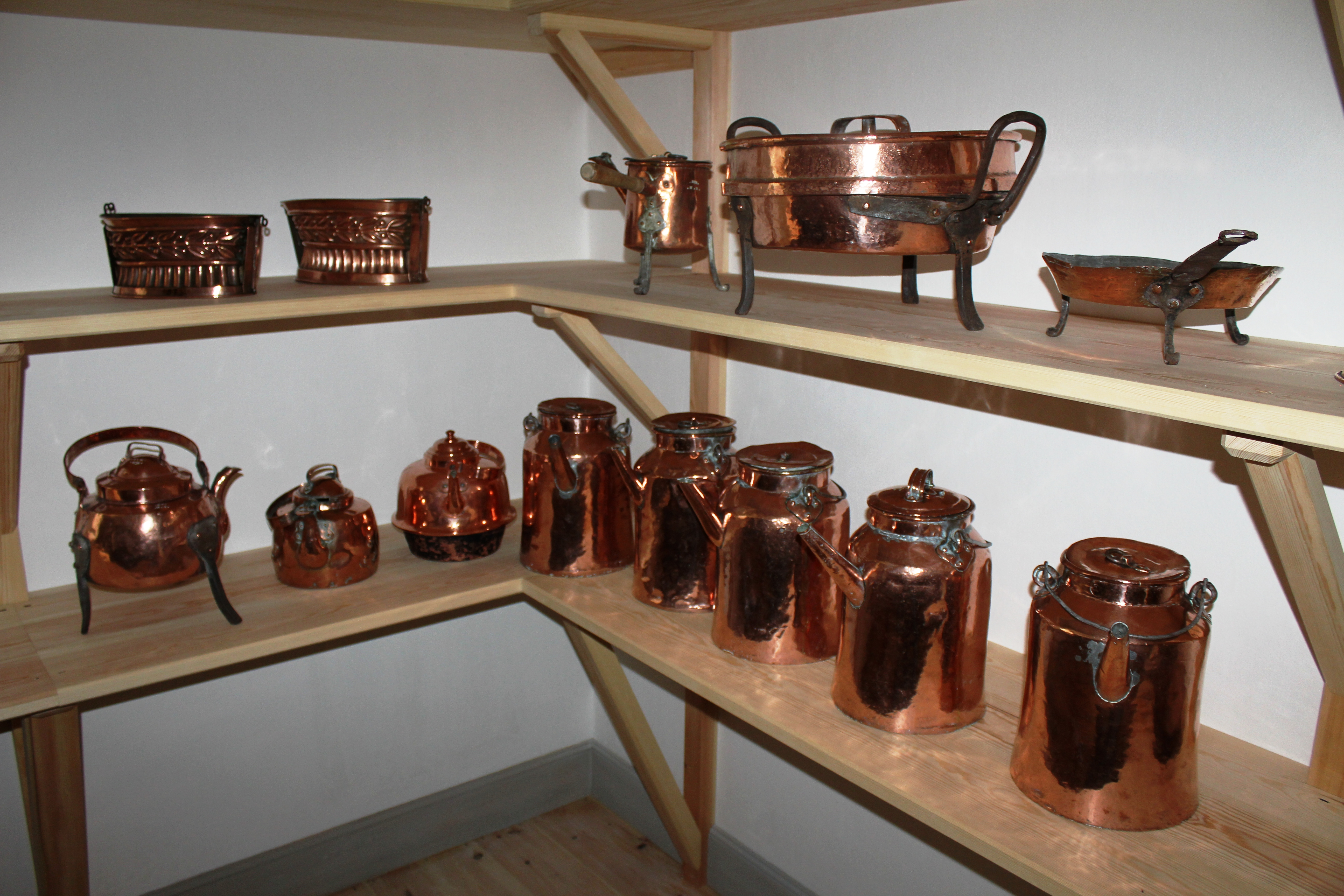
Сварные изделия из меди

Особенности сварки меди обусловлены ее физическими и химическими свойствами. Медь имеет температуру плавления 1080—1083°С. При температурах 300—500°С она обладает горячеломкостью. Жидкая медь растворяет кислород и водород. С кислородом она образует закись меди Cu2O, температура плавления которой на 20° ниже температуры плавления чистой меди.
{\displaystyle {\mathsf {4Cu\ +\ O_{2}\ {\xrightarrow {>200\ ^{\circ }C}}\ 2Cu_{2}O}}}
Наличие закиси приводит к образованию горячих трещин после сварки. Проявление «водородной болезни меди» обусловлено тем, что при химическом соединении водорода с кислородом образуется стремящийся расшириться водяной пар, что, в свою очередь, приводит к трещинам в металле шва.
Медь имеет высокую тепло- и электропроводность. Теплопроводность меди в 6—7 раз превышающей теплопроводность стали, она имеет также хорошую жидкотекучесть в расплаве.
Удельная электропроводность меди при 20 °C: 55,5-58 МСм/м.
Свариваемость меди максимальна в отсутствие примесей. Примеси свинца, мышьяка и др. затрудняют сварку. При сварке медь не должна загрязняться примесями. Металлы в примеси с медью — хром, марганец, железо и др. способствуют повышению прочности шва.

## Особенности сварки
Сварка меди и сплавов может проводиться газовой сваркой. При ручной дуговой сварке покрытыми электродами возможно загрязнение металла шва легирующими компонентами. Из-за большой теплопроводности меди при дуговой сварке надо применять больший ток.
Поскольку при сварке образуется закись меди, то сварку надо проводить быстро, со скоростью около 0,25 м/мин. Для сварки меди толщиной от 6 мм используют предварительный подогрев заготовок.
Особенности дуговой сварки трубопроводов из меди и медно-никелевого сплава. Основные типы, конструктивные элементы и размеры соединений из меди и медно-никелевого сплава описаны в ГОСТ 16038-80.

## Разнородная сварка
При сварке меди с алюминием возможно образование хрупкой интерметаллической фазы.
Сварка двух металлов проводится вольфрамовым электродом в аргоне по слою флюса. Перед сваркой проводится очистка свариваемых поверхностей, наносится слой покрытия, активирующего поверхность металлов и улучшающего смачиваемость поверхности меди алюминием. Чаще используется покрытие цинком гальваническим методом. При сварке дугу смещают на медь, как более теплопроводный металл. В качестве присадочного материала используются алюминиевые прутки.